# Abbaye d'Allerheiligen
Pour les articles homonymes, voir Allerheiligen.
Le monastère d'Allerheiligen (Allerheiligen signifie « Toussaint » en allemand) dans le district d'Oppenau en Forêt-Noire est une ruine encore existante des anciens Prémontrés. Située à 620 m d'altitude, dans la vallée de la Lierbach (Lierbachtal) au-dessus des Chutes d'Allerheiligen, un affluent de la vallée de la Rench (Renchtal), cette bâtisse existe depuis environ 1195 jusqu'à sa sécularisation en 1803 et avait jusqu'à ce moment une influence religieuse et culturelle notable dans ce secteur de Forêt-Noire, et en particulier les vallées de la Rench et l'Acher (Achertal).
Le couvent prémontré fut construit entre 1191 et 1196 par Uta de Schauenbourg. Il était à l'époque un lieu de pèlerinage. Il fut élevé au rang d'abbaye en 1657, et sécularisé en 1803 par le Margrave Charles Ier de Bade. En 1804 l'abbaye fut foudroyée puis détruite par la suite. Même si la famille Allerheiligen issue du sud de l'Allemagne fut impliquée dans la fondation de cette abbaye en 1657, celle-ci resta en dépit de sa longue existence cantonnée à une sphère d'influence régionale.
Les ruines du couvent d'Allerheiligen de style ogival primaire sont faites de grès bigarré. Outre des morceaux de la longue nef et du porche, des restes de la sacristie et du cloître sont toujours debout. Au-dessous de la ruine, dans l'ancien logement des domestiques, un centre d'information a été créé. 
Après la dissolution de la congrégation, le bâtiment s'est effondré jusqu'à ce que le milieu du XIXe siècle la remette au goût du jour et redécouvrent les ruines en tant qu'attraction touristique.